# Dystrykt Zhob
Dystrykt Zhob (urdu: ژوب) – dystrykt w zachodnim Pakistanie w prowincji Beludżystan. W 1998 roku liczył 275 142 mieszkańców (z czego 54,44% stanowili mężczyźni) i obejmował 34 294 gospodarstw domowych. Siedzibą administracyjną dystryktu jest Zhob.